# تشارلز د. ميتكالف
تشارلز د. ميتكالف (بالإنجليزية: Charles D. Metcalf)‏ هو ضابط أمريكي، ولد في 1933 في آيوا في الولايات المتحدة.